# Nick Harkaway
 (octobre 2022).
Si vous disposez d'ouvrages ou d'articles de référence ou si vous connaissez des sites web de qualité traitant du thème abordé ici, merci de compléter l'article en donnant les références utiles à sa vérifiabilité et en les liant à la section « Notes et références ».
Œuvres principales
- Gonzo Lubitsch ou l'Incroyable Odyssée
- Gnomon

Nicholas Cornwell, né en 1972, plus connu sous son nom de plume  de Nick Harkaway,  est un écrivain britannique de science-fiction et de fantasy. Il est aussi connu pour avoir écrit des romans policiers sous le pseudonyme Aidan Truhen.

## Biographie
Né en 1972 en Cornouailles, Nicholas Cornwell est le fils du romancier John le Carré (de son vrai nom David Cornwell). Il a étudié à l'University College de Londres, puis la philosophie, la sociologie et la science politique au Clare College, un des  collèges de l'université de Cambridge. Avant de devenir écrivain il a travaillé dans l'industrie du cinéma.

## Œuvres

### Romans sous le pseudonyme de Nick Harkaway

#### SérieTitanium Noir
1. (en) Titanium Noir, Heinemann, 2023
2. (en) Sleeper Beach, Heinemann, 2025

#### Romans indépendants
- Gonzo Lubitsch ou l'Incroyable Odyssée, Robert Laffont, 2010 ((en) The Gone-Away World, Heinemann, 2008), trad. Viviane Mikhalkov, 672 p.  (ISBN 978-2-221-11035-5)
- (en) Angelmaker, Heinemann, 2012
- (en) Tigerman, Heinemann, 2014
- Gnomon, Albin Michel, coll. « Imaginaire », 2021 ((en) Gnomon, Heinemann, 2017), trad. Michelle CharrierPublié en français en deux tomes (480 p. (ISBN 978-2-226-44365-6) et 480 p. (ISBN 978-2-226-44366-3)) - Réédition, Le Livre de poche, coll. « Imaginaire » nos 36943-36944, 2023, 576 p. (ISBN 978-2-253-10696-8) et 576 p. (ISBN 978-2253106982)
- (en) Karla's Choice, Viking Press, 2024

### Romans sous le pseudonyme d'Aidan Truhen
- Allez tous vous faire foutre, Sonatine, 2018 ((en) The Price You Pay, 2018), trad. Fabrice Pointeau, 288 p.  (ISBN 978-2-35584-688-5)
- (en) Seven Demons, 2021

### Essai
- (en) The Blind Giant: Being Human in a Digital World, John Murray, 2012